# Montegrosso Pian Latte
Montegrosso Pian Latte (en ligur Montegrosso Cian de Laite) és un comune italià, situat a la regió de la Ligúria i a la província d'Imperia. El 2015 tenia 118 habitants.

## Geografia
Situat sobre una petita terrassa als vessants del mont Monega (1882 m), a una altitud de 721 msnm, domina la vall alta de l'Arroscia. Té una superfície de 58,05 km² i la frazione de Case Fascei. Limita amb Cosio di Arroscia, Mendatica, Molini di Triora, Pornassio, Rezzo i Triora.

## Evolució demogràfica
| Gràfica d'evolució de Montegrosso Pian Latte entre 1861 i 2011 |
|                                                                |
| Font: ISTAT                                                    |